# Кваркваре I Джакелі
Кваркваре I Джакелі (груз. ყვარყვარე I ჯაყელი; 1298 — 1361) — атабег Самцхе (Месхетії) у 1334—1361 роках.

## Життєпис
Син мтаварі Саргіса II. Про молоді роки відомостей обмаль. 1334 року спадкував владу. Того ж року проти нього виступив грузинський цар Георгій V, що змусив Кваркваре I підкоритися. Його володіння були обмежені Самцхе, втарчено самостійний статус, замість цього призначається атабегом царя (тобто військовим намісником області), що свідчило про перепорядкування від Держави Ільханів, що на той час розпалася, до Грузії.
Залишався вірним наступним грузинським царям. Брав учатсь у протистоянні Чобанідам. Помер Кваркваре I 1361 року. Йому спадкував син Бека II.